# Nagato
Nagato (jap. 長門市 Nagato-shi) – miasto w Japonii, leżące nad Morzem Japońskim na zachodnim krańcu wyspy Honsiu (Honshū).

## Położenie
Miasto leży w północnej części prefektury Yamaguchi, w pobliżu miasta Hagi.

## Historia
Nagato otrzymało status miejski na poziomie -shi (市, ang. city) w 1954 roku.

## Znane osoby związane z miastem
- Rodzina Abe: 
  - Kan Abe (1894–1946) – polityk, członek Izby Reprezentantów w latach 1937–1946
  - Shintarō Abe (1924–1991) – syn Kana, polityk, m.in. minister spraw zagranicznych (w latach 1982–1986)
  - Shinzō Abe (1954– ) – syn Shintarō, polityk, premier Japonii (2006–2007 i 2012–2020)
- Itchō Itō (1945–2007 – polityk, burmistrz Nagasaki
- Misuzu Kaneko (1903–1930) – poetka dla dzieci